# Морган Цвангіраї
Мо́рґан Рі́чард Цванґі́раї (шона, англ. Morgan Richard Tsvangirai; шона МФА: [ts͡ɸaŋgiˈra.i]; англ. МФА: [ˈtʃæŋgəˈraɪ]; *10 березня 1952—14 лютого 2018) — зімбабвійський політик, колишній прем'єр-міністр країни, прихильних торгового союзу, захисник прав людини та голова Руху за демократичні зміни , партії, що має більшість у парламенті Зімбабве. 
На президентських виборах у травні 2008 року здобув більше голосів, ніж чинний президент Роберт Муґабе (за даними MDC він був обраний вже у першому турі, а офіційні дані були сфабриковані), проте відмовився від участі у другому турі виборів на знак протесту проти масових переслідувань прихильників партії урядовими силами.